# Johann Gottlieb Buhle
Johann Gottlieb Gerhard Buhle (* 29. September 1763 in Braunschweig; † 11. August 1821 ebenda) war ein deutscher Philosoph, Philologe und Philosophiehistoriker.

## Leben
Buhle wuchs als Sohn des Mediziners und naturwissenschaftlichen Schriftstellers Christian August Buhle (1734–1807) in Braunschweig auf. Er studierte Philosophie und Philologie in Helmstedt und Göttingen. 1787 trat er in Göttingen die Lehre als Professor der Philosophie an. Ab 1789 war er Mitglied der Göttinger Akademie der Wissenschaften. Ab 1804 wurde er als Professor für Philosophie an die noch junge Universität Moskau berufen. Ab 1811 bestellte er überdies das Amt des Bibliothekars der Privatbibliothek Katharina Pawlownas, der Großfürstin von Russland. Nachdem er nach Deutschland zurückgekehrt war, wurde er 1815 Professor am Collegium Carolinum in Braunschweig.
Von seinen Schriften war besonders seinem achtbändigen Lehrbuch der Philosophiegeschichte, das zwischen 1796 und 1804 in Göttingen bei Vandenhoeck & Ruprecht erschien, eine gewisse Nachwirkung beschieden. Viele seiner Schriften setzen sich mit Aristoteles auseinander, wobei seine Themenschwerpunkte und methodischen Ansätze durchaus von der zeitgenössischen Philosophie – etwa Immanuel Kants – beeinflusst sind.
Sein Werk Geschichte der neuern Philosophie wurde 1820 durch die Glaubenskongregation der Römisch-katholischen Kirche auf den Index der verbotenen Bücher gesetzt.

## Werke (Auswahl)
- Grundzüge einer allgemeinen Encyklopädie der Wissenschaften. Meyer, Lemgo 1790. (Digitalisat)
- Lehrbuch der Geschichte der Philosophie und einer kritischen Literatur derselben. 8 Bände, 1796–1804.
- Entwurf einer Transcendentalphilosophie. Schröder, Göttingen 1798. (Digitalisat)
- Lehrbuch des Naturrechts. Rosenbusch, Göttingen 1799. (Digitalisat)
- Ideen zur Rechtwissenschaft, Moral und Politik. Schröder, Göttingen 1799. (Digitalisat)
- Geschichte der neuern Philosophie seit der Epoche der Wiederherstellung der Wissenschaften. 6 Bände. Rosenbusch, Göttingen, 1800–1804. ([Digitalisat Band 1]), (Band 2,1), (Band 2,2)
- Ueber den Ursprung und die Schicksale der Rosenkreuzer und Freimaurer. Röwer, Göttingen 1804. (Digitalisat)
- Versuch einer kritischen Literatur der russischen Geschichte. Wsewoloisky, Moskau 1810. (Digitalisat)
- Ueber Ursprung und das Leben des Menschengeschlechts und das künftige Loos nach dem Tode. Meyer, Braunschweig 1821. (Digitalisat)